# 귀인로
귀인로는 경기도 안양시 동안구 호계동과 평촌동을 잇는 도로로, 총 연장은 3.102km이다.

## 유래
평촌신도시의 개발에 따라, 귀인마을을 중간에 통과하고 있기 때문에 이 도로의 이름이 자동으로 명명되었기 때문이다.

## 지리

### 통과하는 지자체
- 안양시 (동안구)
  - 호계동 - 범계동 - 평안동 - 평촌동

### 접촉하는 도로
- 흥안대로 (국도 제47호선)
- 벌말로
- 관평로
- 평촌대로
- 동안로
- 경수대로 (국도 제1호선, 국도 제43호선)
- 시민대로
- 직결 : 포일로
- 접촉 : 안양천동로

## 주변에 있는 시설들
- 한울테크놀러지
- 플렉스테니스
- 서호전기
- 금강자동차 정비공업사
- 에스피텍
- 태경전자
- ANTS
- 엘엠디지털
- 한국카레하우스
- 농심태경 안양물류창고
- 서울엘이디
- 만안문구센터
- 한국전력공사 안양지사
- 카카오토
- 엠스타
- 선일공업
- 기쁜소식안양교회
- 그린자동차정비공업사
- 흥화아파트
- 탑25시자동차정비공업사
- 교촌치킨 안양호계1호점
- BHC치킨 호계융창점
- 무궁화금호아파트 상가동
- 목련아파트 상가동
- 목련7단지아파트
- CU 평촌향촌점
- 맘스터치 안양평촌학원가점
- 홈플러스 익스프레스 안양평촌2점
- 향촌현대4차아파트
- 향촌현대5차아파트
- NH농협은행 평촌지점
- 초원대원아파트 대원종합상가
- 귀인초등학교
- 파리바게뜨 평촌라이프점
- 꿈마을라이프아파트
- 라이프어린이집
- GS칼텍스 꿈주유소
- 던킨 평촌점
- 평촌볼링센터
- 진성장어
- 새중앙교회

## 연계 철도역
귀인로에는 연계 철도역이 없고, 수도권 전철 1호선의 명학역이 귀인로에서는 더 가깝다.